# Catunaregam pygmaea
Catunaregam pygmaea är en måreväxtart som beskrevs av Vollesen. Catunaregam pygmaea ingår i släktet Catunaregam och familjen måreväxter.
Artens utbredningsområde är Tanzania. Inga underarter finns listade i Catalogue of Life.